# Riu Cauca
El riu Cauca neix a la Laguna del Buey del Massís colombià, també conegut com a nudo de Almaguer, i discorre en direcció nord fins a connectar amb el riu Magdalena i el riu Cauca crear el mateix nom. Té una llargada de 1.350 km dels quals 620 són navegables i en destaca la part mitjana, al territori de Valle del Cauca, com una de les zones més fèrtils del país. És el segon riu més important de Colòmbia.

## Medi Ambient
El 18 de novembre de 2007, el diari colombià El Tiempo va informar que el riu estava rebent una mitjana de 500 tones d'aigües residuals al dia. La contaminació prové de la ciutat de Popayán, set mines d'or que també se sumen als contaminants industrials com el mercuri, al voltant de 8 fàbriques de sorra, a més d'un parell de mines de carbó i bauxita. El riu quan arriba a Yumbo ja no té oxigen.
El riu Cauca, a més, també és conegut per ésser una "prolífica" font de restes humanes, perquè aquest i altres rius locals són llocs habituals per abandonar les víctimes d'assassinats.